# تپه کاروانسرای بید سرخ
تپه کاروانسرای بید سرخ مربوط به سده‌های میانه دوران‌های تاریخی پس از اسلام است و در شهرستان صحنه، بخش مرکزی، روستای بید سرخ واقع شده و این اثر در تاریخ ۱۱ مرداد ۱۳۸۴ با شمارهٔ ثبت ۱۲۴۸۶ به‌عنوان یکی از آثار ملی ایران به ثبت رسیده است.